# Петлюри, 3/25
Будинок працівників заводу «Транссигнал» — будівля архітектора Олексія Тація у стилі постконструктивізму, розташована на розі вулиць Петлюри і Назарівської
Будівля стала яскравим прикладом поєднання конструктивістських і модернізованих неокласичних форм. Характерний для 1930-х років зразок пошуку архітектурного вирішення житлового будинку.
Рішенням виконавчого комітету Київської міськради народних депутатів № 1107 від 18 листопада 1986 року будівлю поставили на облік пам'яток архітектури місцевого значення.

## Історія ділянки
Станом на 1882 рік, садибою № 3 володів Бонаверт Турчевич. У 1906 році власниками ділянки значились його сини Петро, Олександр й Альфред.
1922 року садибу націоналізували більшовики.

## Будівництво і використання будівлі
На початку 1930-х років наріжну ділянку відвели під житло для робітників та інженерно-технічних працівників заводу «Транссигнал». Житловий будинок за проєктом Олексія Тація у стилі постконструктивізму звели 1935 року.
Перший поверх у наріжній частині займала крамниця, у новітні часи — квартири.

## Архітектура
Цегляна будівля має чотири, а у наріжній частині — п'ять поверхів. У будинку кілька чорних і парадних входів, дві сходові клітки з двомаршовими сходами, одна — з тримаршовими.
Пластика обох фасадів динамічна, підсилена чергуванням тинькованих і фактурних площин. Портали, обрамлення вікон, тяги виділені фарбою. Фасад уздовж Назарівської вулиці виступає вперед. Він акцентується двома порталами заввишки в три поверхи. Входи й лоджії над ними заглиблені. Фасад на вулиці Петлюри короткий і симетричний. На центральній осі — вхід, який виділений так само порталом. Фасад складається з двох площин: основної і фонової. Фонова оздоблена дрібномасштабними плитами. На основній площині проєктувались панно на тему праці, а на розі — скульптура робітника (не реалізовано).